# Copa do Mundo FIFA Sub-20 de 1981
A Copa do Mundo FIFA Sub-20 de 1981 foi a terceira edição do torneio organizado pela Federação Internacional de Futebol (FIFA) e disputado na Austrália entre os dias 3 e 18 de outubro com a participação de 16 seleções.
A Alemanha Ocidental conquistou o seu primeiro título ao vencer o Qatar por 4–0 na final.

## Qualificação
| Confederação                                  | Torneio qualificatório                  | Classificado(s)                                              |
| --------------------------------------------- | --------------------------------------- | ------------------------------------------------------------ |
| AFC (Ásia)                                    | Campeonato Asiático Sub-19 de 1980      | Catar Coreia do Sul                                          |
| CAF (África)                                  | Campeonato Africano Sub-20 de 1981      | Camarões Egito                                               |
| CONCACAF (América do Norte, Central e Caribe) | Campeonato Sub-20 da CONCACAF de 1980   | México Estados Unidos                                        |
| CONMEBOL (América do Sul)                     | Campeonato Sul-Americano Sub-20 de 1981 | Argentina Brasil Uruguai                                     |
| UEFA (Europa)                                 | Campeonato Europeu Sub-18 de 1980       | Inglaterra Itália Polónia Romênia Espanha Alemanha Ocidental |
| País sede                                     | País sede                               | Austrália                                                    |

## Fase de grupos

### Grupo A
| Pos. | Seleção        | P | J | V | E | D | GP | GC | SG |
| ---- | -------------- | - | - | - | - | - | -- | -- | -- |
| 1    | Uruguai        | 6 | 3 | 3 | 0 | 0 | 5  | 0  | +5 |
| 2    | Catar          | 3 | 3 | 1 | 1 | 1 | 2  | 2  | 0  |
| 3    | Polónia        | 2 | 3 | 1 | 0 | 2 | 4  | 2  | +2 |
| 4    | Estados Unidos | 1 | 3 | 0 | 1 | 2 | 1  | 8  | −7 |

| 3 de outubro | Polónia | 0 – 1     | Catar      | Lang Park, Brisbane                    |
| 18:30        |         | Relatório | Beleal 37' | Público: 17,200 Árbitro: Tony Boskovic |

| 3 de outubro | Estados Unidos | 0 – 3     | Uruguai                                 | Lang Park, Brisbane                             |
| 20:30        |                | Relatório | López Báez 5' Aguilera 60' Da Silva 67' | Público: 17,200 Árbitro: Emilio Soriano Aladren |

| 6 de outubro | Estados Unidos | 1 – 1     | Catar      | Lang Park, Brisbane                         |
| 18:30        | Devey 43'      | Relatório | Beleal 56' | Público: 10,122 Árbitro: Tesfaye Gebreyesus |

| 6 de outubro | Uruguai      | 1 – 0     | Polónia | Lang Park, Brisbane                              |
| 20:30        | Da Silva 58' | Relatório |         | Público: 10,122 Árbitro: Antonio Márquez Ramírez |

| 8 de outubro | Catar | 0 – 1     | Uruguai      | Lang Park, Brisbane                      |
| 19:00        |       | Relatório | Villazán 52' | Público: 8,264 Árbitro: Stanislas Kamdem |

| 8 de outubro | Polónia                                      | 4 – 0     | Estados Unidos | Lang Park, Brisbane                   |
| 21:00        | Rzepka 17' Kowalik 18' Dziekanowski 65', 67' | Relatório |                | Público: 8,264 Árbitro: Tony Boskovic |

### Grupo B
| Pos. | Seleção       | P | J | V | E | D | GP | GC | SG |
| ---- | ------------- | - | - | - | - | - | -- | -- | -- |
| 1    | Brasil        | 5 | 3 | 2 | 1 | 0 | 5  | 1  | +4 |
| 2    | Romênia       | 5 | 3 | 2 | 1 | 0 | 3  | 1  | +2 |
| 3    | Coreia do Sul | 2 | 3 | 1 | 0 | 2 | 4  | 5  | −1 |
| 4    | Itália        | 0 | 3 | 0 | 0 | 3 | 1  | 6  | −5 |

| 3 de outubro | Itália      | 1 – 4     | Coreia do Sul                                           | Olympic Park, Melbourne                |
| 18:30        | Mariani 83' | Relatório | Kwak Sung-Ho 7' Choi Soon-Ho 12', 29' Lee Kyung-Nam 88' | Público: 13,538 Árbitro: Gastón Castro |

| 3 de outubro | Romênia    | 1 – 1     | Brasil     | Olympic Park, Melbourne                  |
| 20:30        | Zamfir 82' | Relatório | Leomir 67' | Público: 13,538 Árbitro: George Courtney |

| 6 de outubro | Romênia   | 1 – 0     | Coreia do Sul | Olympic Park, Melbourne               |
| 18:45        | Sertov 5' | Relatório |               | Público: 17,500 Árbitro: Jorge Romero |

| 6 de outubro | Brasil          | 1 – 0     | Itália | Olympic Park, Melbourne              |
| 20:45        | Djalma Baia 56' | Relatório |        | Público: 17,500 Árbitro: Jan Redelfs |

| 8 de outubro | Coreia do Sul | 0 – 3     | Brasil                                                | Olympic Park, Melbourne                      |
| 18:45        |               | Relatório | Paulo Roberto 48' Ronaldo 61' Jun Jong-Son 79' (p.b.) | Público: 9,000 Árbitro: Hussein Fahmy Baheig |

| 8 de outubro | Itália | 0 – 1     | Romênia          | Olympic Park, Melbourne                  |
| 20:45        |        | Relatório | Gabor 56' (g.p.) | Público: 9,000 Árbitro: Robert Valentine |

### Grupo C
| Pos. | Seleção            | P | J | V | E | D | GP | GC | SG |
| ---- | ------------------ | - | - | - | - | - | -- | -- | -- |
| 1    | Alemanha Ocidental | 4 | 3 | 2 | 0 | 1 | 6  | 4  | +2 |
| 2    | Egito              | 4 | 3 | 1 | 2 | 0 | 7  | 6  | +1 |
| 3    | México             | 2 | 3 | 0 | 2 | 1 | 4  | 5  | −1 |
| 4    | Espanha            | 2 | 3 | 0 | 2 | 1 | 5  | 7  | −2 |

| 3 de outubro | Espanha                | 2 – 2     | Egito        | Hindmarsh Stadium, Adelaide          |
| 19:00        | S. López 65' Nadal 74' | Relatório | Amer 6', 78' | Público: 7,504 Árbitro: Lee Woo Bong |

| 3 de outubro | Alemanha Ocidental | 1 – 0     | México | Hindmarsh Stadium, Adelaide              |
| 21:00        | Loose 2'           | Relatório |        | Público: 7,504 Árbitro: Robert Valentine |

| 6 de outubro | Alemanha Ocidental | 1 – 2     | Egito                     | Hindmarsh Stadium, Adelaide                   |
| 19:00        | Loose 35'          | Relatório | Helmi 31' Amer 54' (g.p.) | Público: 14,120 Árbitro: Rómulo Méndez Molina |

| 6 de outubro | México   | 1 – 1     | Espanha             | Hindmarsh Stadium, Adelaide                  |
| 21:00        | Coss 75' | Relatório | S. López 45' (g.p.) | Público: 14,120 Árbitro: José Martínez Bazán |

| 8 de outubro | Egito                             | 3 – 3     | México                       | Bruce Stadium, Canberra                       |
| 18:30        | Guillén 33' (o.g.) Saleh 64', 71' | Relatório | Vaca 18' Farfán 28' Ríos 69' | Público: 8,150 Árbitro: Henning Lund-Sorensen |

| 8 de outubro | Espanha                   | 2 – 4     | Alemanha Ocidental                      | Bruce Stadium, Canberra                       |
| 20:30        | F. López 72' Fabregat 78' | Relatório | Trieb 29' Wohlfarth 47', 85' Anthes 55' | Público: 14,120 Árbitro: Arnaldo Cézar Coelho |

### Grupo D
| Pos. | Seleção    | P | J | V | E | D | GP | GC | SG |
| ---- | ---------- | - | - | - | - | - | -- | -- | -- |
| 1    | Inglaterra | 4 | 3 | 1 | 2 | 0 | 4  | 2  | +2 |
| 2    | Austrália  | 4 | 3 | 1 | 2 | 0 | 6  | 5  | +1 |
| 3    | Argentina  | 3 | 3 | 1 | 1 | 1 | 3  | 3  | 0  |
| 4    | Camarões   | 1 | 3 | 0 | 1 | 2 | 3  | 6  | −3 |

| 3 de outubro | Inglaterra           | 2 – 0     | Camarões | Sports Ground, Sydney                   |
| 13:00        | Finnigan 57' Dey 78' | Relatório |          | Público: 15,814 Árbitro: Toshikazu Sano |

| 3 de outubro | Austrália              | 2 – 1     | Argentina   | Sports Ground, Sydney                  |
| 15:00        | Koussas 79' Hunter 89' | Relatório | Morresi 66' | Público: 15,814 Árbitro: Alojzy Jarguz |

| 5 de outubro | Austrália                           | 3 – 3     | Camarões                       | Newcastle Stadium, Newcastle              |
| 15:00        | Mitchell 9' Koussas 53', 78' (g.p.) | Relatório | Olle Olle 17' Djonkep 35', 52' | Público: 13,797 Árbitro: Toros Kibritjian |

| 5 de outubro | Inglaterra | 1 – 1     | Argentina  | Sports Ground, Sydney                        |
| 15:00        | Small 79'  | Relatório | Urruti 57' | Público: 16,674 Árbitro: Gianfranco Menegali |

| 8 de outubro | Camarões | 0 – 1 | Argentina | Sports Ground, Sydney                             |
| 19:00        |          |       | Cecchi 6' | Público: 28 932 Árbitro: QAT Mubarak Waleed Saeed |

| 8 de outubro | Inglaterra | 1 – 1     | Austrália  | Sports Ground, Sydney                  |
| 21:00        | Small 82'  | Relatório | Koussas 7' | Público: 28 932 Árbitro: ROM Ioan Igna |

## Fase final
|  | Quartas de final          | Quartas de final         |                           |            | Semifinais     | Semifinais     |  |  | Final                    | Final |
|  |                           |                          |                           |            |                |                |  |  |                          |       |
|  | 11 de outubro – Melbourne |                          |                           |            |                |                |  |  |                          |       |
|  |                           |                          |                           |            |                |                |  |  |                          |       |
|  | Uruguai                   | 1                        |                           |            |                |                |  |  |                          |       |
|  | Uruguai                   | 1                        | 14 de outubro – Melbourne |            |                |                |  |  |                          |       |
|  | Romênia                   | 2                        |                           |            |                |                |  |  |                          |       |
|  | Romênia                   | 2                        | Romênia                   | 0          |                |                |  |  |                          |       |
|  | 11 de outubro – Canberra  |                          | Romênia                   | 0          |                |                |  |  |                          |       |
|  |                           | Alemanha Ocidental (pro) | 1                         |            |                |                |  |  |                          |       |
|  | Alemanha Ocidental        | Alemanha Ocidental (pro) | 1                         | 1          |                |                |  |  |                          |       |
|  | Alemanha Ocidental        |                          | 18 de outubro – Sydney    | 1          |                |                |  |  |                          |       |
|  | Austrália                 | 0                        |                           |            |                |                |  |  |                          |       |
|  | Austrália                 | 0                        | Alemanha Ocidental        | 4          |                |                |  |  |                          |       |
|  | 11 de outubro – Newcastle |                          | Alemanha Ocidental        | 4          |                |                |  |  |                          |       |
|  |                           | Catar                    | 0                         |            |                |                |  |  |                          |       |
|  | Brasil                    | Catar                    | 0                         | 2          |                |                |  |  |                          |       |
|  | Brasil                    | 14 de outubro – Sydney   |                           | 2          |                |                |  |  |                          |       |
|  | Catar                     | 3                        |                           |            |                |                |  |  |                          |       |
|  | Catar                     | 3                        | Catar                     | 2          | Terceiro lugar | Terceiro lugar |  |  |                          |       |
|  | 11 de outubro – Sydney    |                          | Catar                     | 2          | Terceiro lugar | Terceiro lugar |  |  |                          |       |
|  |                           | Inglaterra               | 1                         |            |                |                |  |  |                          |       |
|  | Inglaterra                | Inglaterra               | 1                         | 4          | Romênia        | 1              |  |  |                          |       |
|  | Inglaterra                |                          |                           | 4          | Romênia        | 1              |  |  |                          |       |
|  | Egito                     | 2                        |                           | Inglaterra | 0              |                |  |  |                          |       |
|  | Egito                     | 2                        |                           |            | 0              |                |  |  |                          |       |
|  |                           |                          |                           |            |                |                |  |  | 17 de outubro – Adelaide |       |
|  |                           |                          |                           |            |                |                |  |  |                          |       |

### Quartas de final
| 11 de outubro | Uruguai       | 1–2       | Romênia              | Olympic Park, Melbourne                      |
| 15:00         | Berruetta 60' | Relatório | Eduard 25' Fisic 84' | Público: 14,800 Árbitro: Gianfranco Menegali |

| 11 de outubro | Brasil            | 2–3       | Catar                     | Newcastle Stadium, Newcastle                     |
| 15:00         | Ronaldão 27', 78' | Relatório | Almuhannadi 10', 54', 87' | Público: 12,993 Árbitro: Antonio Márquez Ramírez |

| 11 de outubro | Alemanha Ocidental | 1–0       | Austrália | Bruce Stadium, Canberra                        |
| 15:00         | Wohlfarth 69'      | Relatório |           | Público: 13,780 Árbitro: Henning Lund-Sorensen |

| 11 de outubro | Inglaterra                   | 4–2       | Egito                     | Sports Ground, Sydney                       |
| 15:00         | Webb 41', 64', 82' Cooke 60' | Relatório | Amer 28' (g.p.) Saleh 40' | Público: 8,293 Árbitro: José Martínez Bazán |

### Semifinais
| 14 de outubro | Catar                 | 2–1       | Inglaterra | Cricket Ground, Sydney                |
| 20:00         | Beleal 12' Alsada 62' | Relatório | Small 70'  | Público: 12,476 Árbitro: Jorge Romero |

| 14 de outubro | Romênia | 0–1 (pro) | Alemanha Ocidental | Olympic Park, Melbourne                   |
| 20:30         |         | Relatório | Schoen 103'        | Público: 15,000 Árbitro: Robert Valentine |

### Disputa pelo terceiro lugar
| 17 de outubro | Romênia   | 1–0       | Inglaterra | Hindmarsh Stadium, Adelaide                    |
| 15:00         | Gabor 36' | Relatório |            | Público: 10,492 Árbitro: Henning Lund-Sorensen |

### Final
| 18 de outubro | Alemanha Ocidental                          | 4–0       | Catar | Cricket Ground, Sydney                        |
| 15:00         | Loose 28', 66' · Wohlfarth 42' · Anthes 86' | Relatório |       | Público: 18,531 Árbitro: Arnaldo Cézar Coelho |

## Premiações

### Campeões
| Campeão do Mundial Sub-20 da FIFA de 1981 ALEMANHA OCIDENTAL 1º Título |

### Individuais
| Bota de Ouro | Bola de Ouro  | Fair Play |
| ------------ | ------------- | --------- |
| Mark Koussas | Romulus Gabor | Austrália |